# گاریبالدی (فیلم)
گاریبالدی (انگلیسی: Garibaldi)  با نام اصلی زنده‌باد ایتالیا (ایتالیایی: Viva l'Italia!) فیلمی به کارگردانی روبرتو روسلینی است که در سال ۱۹۶۱ منتشر شد.
از بازیگران آن می‌توان به اینیاتسو بالسامو، پائولو استوپا، فرانکو اینترلنگی، آتیلیو دوتزیو، اوگو دآلسیو، جووانی پتروچی و تینا لوئیس اشاره کرد.